# Gerhard Schiedlausky
Gerhard Schiedlausky (ur. 14 stycznia 1906, zm. 3 maja 1947 w Hameln) – zbrodniarz hitlerowski, lekarz SS w kilku obozach koncentracyjnych oraz SS-Hauptsturmführer.

## Życiorys
Urodził się w Berlinie, był doktorem nauk medycznych i ojcem sześciorga dzieci. Licencję lekarza otrzymał w 1932, przed wstąpieniem do SS (co nastąpiło w 1933) pracował na pół etatu w niemieckim Państwowym Urzędzie Pracy. Do NSDAP Schiedlausky wstąpił 1 września 1941. Następnie pełnił służbę w niemieckich obozach koncentracyjnych Dachau i Mauthausen-Gusen (w 1941). Od 18 grudnia 1941 do sierpnia 1943 był naczelnym lekarzem w Ravensbrück. Następnie był także lekarzem w Buchenwaldzie i Natzweiler-Struthof.
Schiedlausky był odpowiedzialny za przeprowadzane w tych obozach eksperymenty pseudomedyczne i dokonywanie selekcji wśród więźniów, oznaczających ich przeznaczenie do eksterminacji (najczęściej przez rozstrzelanie lub przez dosercowy zastrzyk fenolu). Oprócz tego przerywał ciąże (noworodki zabijano niezwłocznie) i zabijał więźniarki chore umysłowo. Posunął się nawet do tego, iż wykradał żywność z paczek przesyłanych więźniarkom.
Schiedlausky zasiadł na ławie oskarżonych w pierwszym procesie załogi Ravensbrück przed Brytyjskim Trybunałem Wojskowym w Hamburgu. Został skazany na śmierć w lutym 1947. Wyrok wykonano przez powieszenie w maju tego roku w więzieniu Hameln.